# Hôtel de l'Intendance (Saint-Pierre)
Pour les articles homonymes, voir Hôtel de l'Intendance.
L'Hôtel de l'Intendance de Saint-Pierre était un bâtiment public situé à l'angle de la rue Victor-Hugo et de la rue Abbé Grégoire dans le quartier du Centre à Saint-Pierre, en Martinique.
Cet ancien siège de l'intendance édifié au milieu du XVIIIe siècle a été détruit lors de l'éruption de la montagne Pelée en 1902 et seul subsiste son escalier extérieur à double volée qui a été intégré au collège Louis-Delgrès qui occupe aujourd'hui son emplacement.

## Histoire
Bien qu'il n'y ait pas de Généralité dans les îles françaises d'Amérique, Jean-Baptiste Colbert propose le 8 avril 1679 de nommer un Intendant de police, justice et finances des îles d'Amérique, dont les attributions sont d'ordre civil et qui partage son pouvoir avec le Lieutenant-général, ou gouverneur, qui est le chef suprême de la colonie dont les attributions sont d'ordre militaire. Le siège de l'intendance est situé à Saint-Pierre, où est déjà installé le gouvernement.
En 1692, le siège du gouvernement est transféré à Fort-Royal. Le gouverneur quitte Saint-Pierre, mais la ville commerçante demeure le lieu de résidence de l'Intendant dont les fonctions sont essentielles à la bonne organisation du commerce.
Après plusieurs changements d'emplacement, l'Hôtel de l'Intendance se fixe définitivement à l'angle de la Grand Rue et de la rue des Ursulines au milieu du XVIIIe siècle. Le bâtiment sert d'hôtel d'Intendance et de résidence pour les intendants des Îles-du-Vent de l'Amérique, jusqu'à la Révolution, puis sa résidence est affectée au gouverneur quand il vient à Saint-Pierre, après que la fonction d'Intendant ait disparu en 1817. C'est du haut des marches de son escalier extérieur que le général Louis de Rostolan proclame l'abolition immédiate et définitive de l'esclavage en Martinique le 23 mai 1848. 
La terrible nuée ardente émise au matin du 8 mai 1902 par la montagne Pelée laisse l'hôtel à l'état de ruines à l'exception de son escalier extérieur à double volée donnant sur la rue Victor-Hugo qui a résisté à la catastrophe.

## Description
La résidence est constituée d'un corps de logis encadré par deux ailes en retours formant une cour à l'avant et dégageant un jardin orné d'un bassin à l'arrière. 
Au rez-de-chaussée se trouvent un cabinet de travail, une salle d'archives, une garde-robe et une salle des audiences publiques. À l'étage se situent quatorze chambres pour l'Intendant et sa suite. L'annexe est affectée aux esclaves et aux écuries.